# Розпуття
Розпуття (біл. вёска Распуцьце) — село в складі Пуховицького району Мінської області, Білорусь. Село підпорядковане Новопольській сільській раді, розташоване в центральній частині області.